# Sutravarana samala
Sutravarana samala är en svampart som beskrevs av Subram. & Chandrash. 1977. Sutravarana samala ingår i släktet Sutravarana, divisionen sporsäcksvampar och riket svampar.   Inga underarter finns listade i Catalogue of Life.